# さいたま市立第二東中学校
さいたま市立第二東中学校（さいたましりつ だいにひがしちゅうがっこう）は、埼玉県さいたま市大宮区天沼町一丁目にある公立中学校。通称は二東（にとう）、第二東中（だいにとうちゅう）。

## 沿革
- 1984年（昭和59年）6月5日 - 礎杭うち開始。
- 1985年（昭和60年）
  - 3月25日 -  校舎・体育館・プール竣工。
  - 4月1日 - 大宮市立東中学校・大宮市立片柳中学校・大宮市立大谷中学校より大宮市立第二東中学校として分離開校。
  - 4月9日 - 第一回入学式。
  - 5月22日 - 標準服制定。
  - 5月30日 - PTA設立総会。
  - 6月3日 - 校章制定。
  - 9月10日 - 校歌制定。
  - 11月15日 - 校旗制定・開校記念日制定・生徒会役員選挙。
- 1986年（昭和61年）2月8日 - 校舎落成式典。
- 1987年（昭和62年）3月3日 - 体育小屋完成。
- 1988年（昭和63年）10月20日 - みどりの都市賞「奨励賞」受賞。
- 1989年（平成元年）3月30日 - 石灰小屋完成。
- 1991年（平成3年）4月1日 - 八幡中学校を新設分離。
- 1995年（平成7年）3月10日 - 武道館竣工。
- 2001年（平成13年）5月1日 - 3市合併に伴い、「さいたま市立第二東中学校」に名称を変更。
- 2005年（平成17年）2月8日 - 創立二十周年記念式典を開催。
- 2014年（平成26年）11月15日 - 創立三十周年記念式典を開催。

出典：

## 部活動

### 運動部
- 野球部
- サッカー部
- ソフトボール部（女子のみ）
- バドミントン部（女子のみ）
- バレーボール部（女子のみ）
- バスケットボール部
- ソフトテニス部（男女）
- 卓球部（男子のみ）
- 剣道部
- 陸上競技部

### 文化部
- 吹奏楽部
- 自然科学部
- 美術部

出典：